# 扎魯德卡
50°35′15″N 32°0′22″E / 50.58750°N 32.00611°E
扎魯德卡（烏克蘭語：Зарудка），是烏克蘭的村落，位於該國北部切爾尼戈夫州，由普里盧基區負責管轄，始建於1700年，面積0.51平方公里，海拔高度129米，2001年人口28，人口密度每平方公里55.34人。